# いしいひろし
いしい ひろしは、日本の絵本作家。

## 来歴
大阪府吹田市生まれ。
文学座付属演劇研究所研修科卒。2000年に渡米。ニューヨーク工科大学院修士課程卒。2010年絵本製作開始。
2014年、『かもめたくはいびん』(白泉社)にて第3回MOE創作絵本グランプリ受賞。第8回MOE絵本屋さん大賞新人賞第1位受賞。

## 主な著作

### 絵本
- 『かもめたくはいびん』（2015年7月、白泉社、ISBN 978-4592761860）
- 『おかしなこともあるもんだ』（2016年12月、PHP研究所、ISBN 978-4569786056）
- 『たべてみたい！』（2017年3月、白泉社、ISBN 978-4592762089）
- 『ぼくのイスなのに！』　作・絵：ロス・コリンズ  訳：いしいひろし（2017年6月、PHP研究所、ISBN 978-4569786636）
- 『おさかなどろぼう』（2017年11月、PHP研究所、ISBN 978-4569787145）